# Carris

Logo

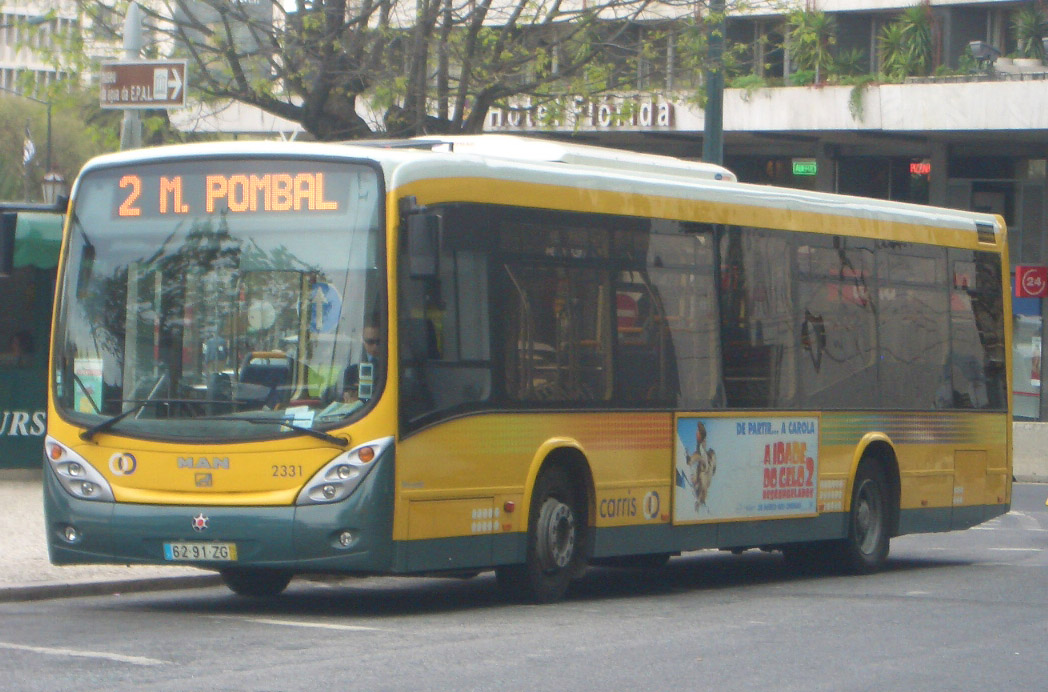
Stadtbus der Carris

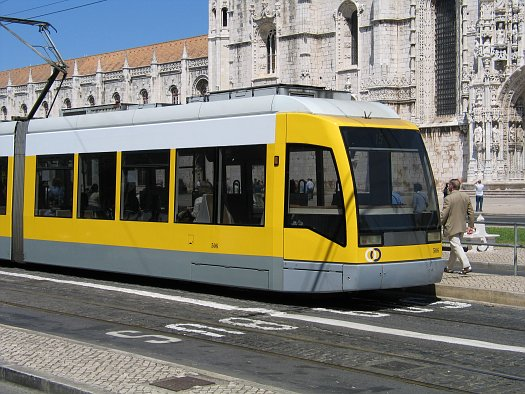
Siemens Niederflurwagen der Straßenbahn in Lissabon

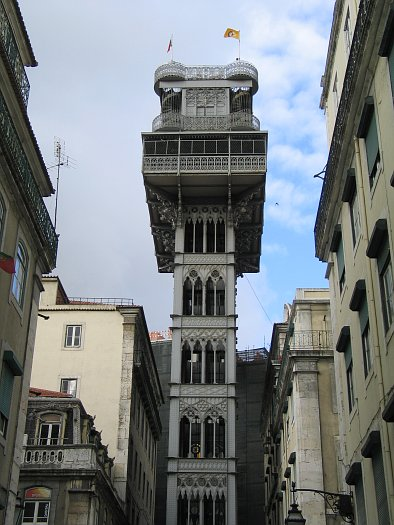
Elevador de Santa Justa

Die Companhia de Carris de Ferro de Lisboa, meistens jedoch nur als Carris bezeichnet, ist ein staatliches Verkehrsunternehmen, das den Großteil der Buslinien, die Straßenbahn sowie einen Aufzug in der portugiesischen Hauptstadt Lissabon betreibt. Das 1872 gegründete Unternehmen ist seitdem für den öffentlichen Nahverkehr an der Oberfläche in Lissabon verantwortlich. Nebenbei betreibt die Carris auch spezielle Touristenlinien wie auch das Lissabonner Straßenbahnmuseum.

## Betrieb
Die Carris betreibt ein großes innerstädtisches Verkehrsnetz in Lissabon. Dieses besteht aus:
- 80 Buslinien mit einer Netzlänge von 680 Kilometern[2]
- den sechs Linien der Straßenbahn Lissabon mit einer Netzlänge von 48 Kilometern
- den drei Standseilbahnen
- dem Aufzug Elevador de Santa Justa

Im Jahr 2011 beförderte das Unternehmen 232,7 Millionen Fahrgäste, davon 214,3 auf den Autobuslinien und 18,4 Millionen bei Straßenbahnen, Aufzüge und Standseilbahnen. Dies sind, im Vergleich zum Jahr 2010, 7,9 Millionen Fahrgäste weniger (−3,3 %).
Im Frühjahr 2012 fusionierte Carris mit der Metro Lissabon, wobei beide Unternehmen formell bestehen bleiben, unter einer gemeinsamen Leitung.

## Geschichte
Die Companhia de Carris de Ferro de Lisboa gründete sich am 18. September 1872 und erhielt sofort im Jahr darauf, auf Initiative der Brüder Luciano Cordeiro de Sousa und Francisco Cordeiro de Sousa, die Konzession, um Pferdebahnen in der portugiesischen Hauptstadt zu betreiben. Am 17. November 1873 eröffnet die Carris die erste Pferdebahnlinie, in Portugal meist einfach nur Americanos genannt, zwischen dem Bahnhof Santa Apolónia und Santos im Südwesten Lissabons.
Die Americanos hatten großen Erfolg in Lissabon, ermöglichten sie doch einen wesentlich schnelleren und auch geordneteren Verkehr. Dennoch erachtete der Vorstand der Carris es bereits damals als notwendig an, zukünftig auch ein effizienteres System zu setzen. Daher ließ die Carris verschiedene Beförderungssysteme ausprobieren, unter anderem auch eine Art Dampfstraßenbahn zwischen Cais do Sodré und Algés.
Am 31. August 1901 eröffnete das Unternehmen die erste elektrisch betriebene Straßenbahnlinie in Lissabon zwischen Cais do Sodré und Ribamar, bei Algés, wobei die nordportugiesische Stadt Porto bereits sechs Jahre zuvor, 1895, die erste elektrische Straßenbahnlinie eröffnet hatte. Das neue Straßenbahnsystem hatte großen Erfolg, sodass bereits 1905 das gesamte Pferdebahnsystem elektrifiziert war. Den Höhepunkt erlebte die Straßenbahn in den 1940er Jahren, sie war nahezu das einzige Verkehrsmittel in der portugiesischen Hauptstadt und die Carris das erfolgreichste Verkehrsunternehmen.
Zur Weltausstellung 1958 in Lissabon setzte die Carris erstmals Autobusse ein; drei Linien führten über kurze, innerstädtische Strecken. Doch zunehmend setzte sich der Bus durch, sodass, bestärkt durch die Lissabonner Stadtverwaltung, die Straßenbahn nach und nach Strecken aufgeben musste, deren Aufgaben nun die Omnibusse erfüllten. Die Straßenbahn schrumpfte so von einem ursprünglich stadtumfassenden Netz auf wenige Strecken zusammen, Hauptstrecke blieb die Verbindung von Cais do Sodré über Belém nach Algés, an der sich bis heute der Hauptbetriebshof der Carris befindet. Ein weiteres Schrumpfen erlebte die Straßenbahn durch den massiven Ausbau der Metro.
Bis 1974 gehörte das Unternehmen noch mehrheitlich der britischen Muttergesellschaft Lisbon Electric Tramways. Zum 1. Januar 1974 ging das Eigentum in den Besitz der Stadt Lissabon über.
Anfang der 1990er Jahre setzte erstmals ein Umdenken ein; das Unternehmen beschaffte erstmals neue Fahrzeuge für die Straßenbahn, da sie nun erkannte, dass die Straßenbahn als eine wichtige Attraktion zumindest für die Touristen weiterhin erhalten bleiben sollte. Die inzwischen berühmt gewordene Linha 28 wurde als Strecke durch die Altstadt von Lissabon erhalten. Sie verbindet praktisch alle touristischen Attraktionen Lissabons miteinander.
2003 beschloss das Unternehmen eine Überarbeitung des Liniennetzes und eine Modernisierung des Erscheinungsbildes. Begleitet vom Bau der Haltestellenanzeiger (Sistema de Informação ao Passageiro, SIP) setzte die Carris im Rahmen des Konzeptes Rede 7 in mehreren Phasen eine Umgestaltung des Bus- und Straßenbahnnetzes. Mit dem Konzept Rede 7 erhielten die Buslinien erstmals Linienkennfarben.